# Broćna
Burojë en albanais et Broćna en serbe latin (en serbe cyrillique : Броћна) est une localité du Kosovo située dans la commune/municipalité de Skenderaj/Srbica et dans le district de Mitrovicë/Kosovska Mitrovica. Selon le recensement kosovar de 2011, elle compte 1 716 habitants, dont 1 714 Albanais.

## Histoire
Dans le village, la tour de Rexhep Thaqi est proposée pour une inscription sur la liste des monuments culturels du Kosovo.

## Démographie

### Évolution historique de la population dans la localité
| 1948 | 1953 | 1961  | 1971  | 1981  | 1991  | 2011  |
| ---- | ---- | ----- | ----- | ----- | ----- | ----- |
| 854  | 882  | 1 014 | 1 196 | 1 457 | 1 814 | 1 716 |

|  |